# Нгвигва, Обакенг
Обакенг Эмброуз Нгвигва (англ. Obakeng Ambrose Ngwigwa; род. 9 июля 1985 или 9 мая 1985, Серове) — ботсванский легкоатлет, специалист по бегу на короткие дистанции. Выступал за сборную Ботсваны по лёгкой атлетике в период 2004—2013 годов, чемпион Всеафриканских игр, серебряный и бронзовый призёр чемпионатов Африки, рекордсмен страны, участник двух Игр Содружества и трёх чемпионатов мира.

## Биография
Обакенг Нгвигва родился 9 июля 1985 года в городе Серове Центрального округа Ботсваны.
Впервые заявил о себе в лёгкой атлетике на международной арене в 2004 году, когда вошёл в состав ботсванской национальной сборной и побывал на мировом первенстве среди юниоров в Гроссето, откуда привёз награду бронзового достоинства, выигранную в беге на 400 метров.
В 2005 году выступил на взрослом чемпионате мира в Хельсинки, стартовал в эстафете 4 × 400 метров, но не смог пройти дальше предварительного квалификационного этапа.
На чемпионате Африки 2006 года в Бамбусе стал бронзовым призёром в эстафете 4 × 400 метров, пропустив вперёд только команды из Кении и ЮАР. В той же эстафете и в индивидуальном беге на 400 метров выступил на Играх Содружества в Мельбурне, но здесь попасть в число призёров не смог.
В 2007 году в эстафете 4 × 400 метров одержал победу на Всеафриканских играх в Алжире, отметился выступлением на чемпионате мира в Осаке.
На африканском первенстве 2010 года в Найроби стал серебряным призёром в эстафете 4 × 400 метров, вместе со своими соотечественниками уступил в финале только сборной Кении. При этом на Играх Содружества в Дели занял 16 место в индивидуальном беге на 400 метров и пятое место в эстафете.
В 2011 году добавил в послужной список бронзовую награду, полученную в беге на 200 метров на Всеафриканских играх в Мапуту, тогда как в эстафете 4 × 100 метров, хоть и не попал в число призёров, установил национальный рекорд Ботсваны. Также в этом сезоне выступил на летней Универсиаде в Шэньчжэне.
В 2012 году принял участие в чемпионате Африки в Порто-Ново, но ни в одной из дисциплин в число призёров не попал.
Последний раз показывал сколько-нибудь значимые результаты в лёгкой атлетике на международном уровне в сезоне 2013 года, когда бежал эстафету 4 × 400 метров на мировом первенстве в Москве — их команда показала здесь 22 результат.